# Maciej Wołosz
Maciej Wołosz (ur. 29 stycznia 1982 w Elblągu) – polski siatkarz, grający na pozycji przyjmującego. Starszy brat siatkarki, reprezentantki kraju, Joanny Wołosz.

## Sukcesy klubowe
I liga:
- 2011, 2013
- 2016